# 라스트 엘비스
《라스트 엘비스》(스페인어: El último Elvis, 영어: The Last Elvis)는 2012년 공개된 아르헨티나의 드라마 영화이다.

## 출연

### 주연
- 존 맥키너니
- 그리셀다 시실리아니
- 마르가리타 로페스